# Ben Cramer
Ben Cramer, nacido Ben Kramer (Ámsterdam, 17 de febrero de 1947) es un cantante holandés, conocido por su participación en el Festival de la Canción de Eurovisión 1973.

## Inicios
Cramer debutó en televisión en 1966 con su grupo "Sparklings", donde fue descubierto por la cantante Annie de Reuver, que le ayudó a conseguir un contrato discográfico. En 1967, su primer sencillo, "Zai zai zai", versión del tema "Uno tranquillo" del italiano Riccardo del Turco, fue un éxito, siendo el n.º 7 en las listas neerlandesas. El siguiente sencillo "Dans met mij" también alcanzó el n.º 7, seguirían una serie de exitosos discos durante las décadas de 1960 y 1970. Su mayor éxito fue "De Clown" de 1971.

## Festival de Eurovisión
En 1970, Cramer tomó parte en la selección holandesa previa al Festival de Eurovisión con la canción "Julia", con la que acabó cuarto. Volvió a intentarlo en 1973, esta vez cantando cuatro canciones, de las cuales "De oude muzikant" ("El viejo músico") fue elegida como la representante de los Países Bajos en el Festival de la Canción de Eurovisión 1973, que se disputó el 7 de abril en Luxemburgo.  "De oude muzikant" fue vista como una canción anticuada, y finalizó la noche en la posición 14 de un total de 17 participantes.
Cramer volvió a participar en la selección holandesa para Eurovisión en 1981 con dos canciones, "Marianne" y "Retour", pero no consiguió ser el ganador.
Cramer fue comentarista para la radio holandesa en el Festival de la Canción de Eurovisión 1988.

## Carrera posterior
Cramer continuó disfrutando del éxitos en la década de 1970, su último éxito fue "Alles is anders" en 1980. En la década de los 80 su carrera no fue tan exitosa, hasta que en 1989 interpretó a Juan Perón en el musical Evita, y apareció en otros musicales como Chicago y El fantasma de la ópera. Desde entonces ha aparecido en programas de televisión como en la serie Westenwind y en la versión holandesa del Big Brother VIP, y continúa su carrera en los escenarios.
En 2009, junto a otros veteranos holandeses de Eurovisión, Cramer fue un invitado especial en la selección holandesa de ese año.